# Anne-Sophie Lapix
Anne-Sophie Lapix (Saint-Jean-de-Luz (Pirenei Atlantici), 29 aprile 1972) è una giornalista francese, da settembre 2017 a giugno 2025 presentatrice televisiva del giornale delle 20 su France 2. In precedenza, dal 1996 al 2013, ha lavorato in gruppi di media privati: Bloomberg TV, TF1, M6, Canal+. Dal 2013 al 2017, ha presentato la trasmissione C à vous su France 5.

## Biografia
I suoi genitori, Claude Lapix, imprenditore edile, e Claudine, psicologa di formazione, si separarono quando lei aveva nove anni.. Ha preso lezioni di danza classica e a quindici anni si dedicò anche alla musica classica, come sua sorella Gaëlle, un anno più grande di lei, e che sarebbe diventata un'insegnante di musica.
Dopo un diploma di maturità al liceo privato Saint-Thomas-d'Aquin di Saint-Jean-de-Luz, è entrata nell'Istituto di studi politici di Bordeaux (sezione di servizio pubblico) nel 1990 con l'obiettivo di partecipare anche al Centro di formazione per giornalisti (CFJ).
Nel 1994, avvalendosi di una partnership tra Sciences Po Bordeaux e l'Università di Bristol, ha trascorso un anno Erasmus a Bristol (Inghilterra) studiando sempre scienze politiche. Nel 1996 si è laureata sia alla Sciences Po Bordeaux che al CFJ di Parigi (specialità in televisione).

### Carriera giornalistica
Parallelamente ai suoi studi, Anne-Sophie Lapix ha lavorato come libera professionista per il quotidiano Sud Ouest nell'estate del 1995 e come tirocinante freelance per France 3 Lorraine Champagne-Ardenne nell'estate del 1996. Durante uno stage di tre settimane presso TV8 Mont-Blanc, ha presentato il suo primo giornale in sostituzione della conduttrice assente.
Dall'ottobre 1996 all'aprile 1999, è una presentatrice e intervistatrice del canale business Bloomberg TV. Nel 1999, notata da Jean-Claude Dassier, all'epoca direttore di LCI, Anne-Sophie è entrata a far parte del canale di notizie continue per presentarvi il giornale. Nello stesso tempo, dal 2001 al 2002, ha lavorato per il programma Sortie en salle su Cinéstar. Nel settembre 2004 è co-conduttrice del Grand Journal di LCI con Damien Givelet.

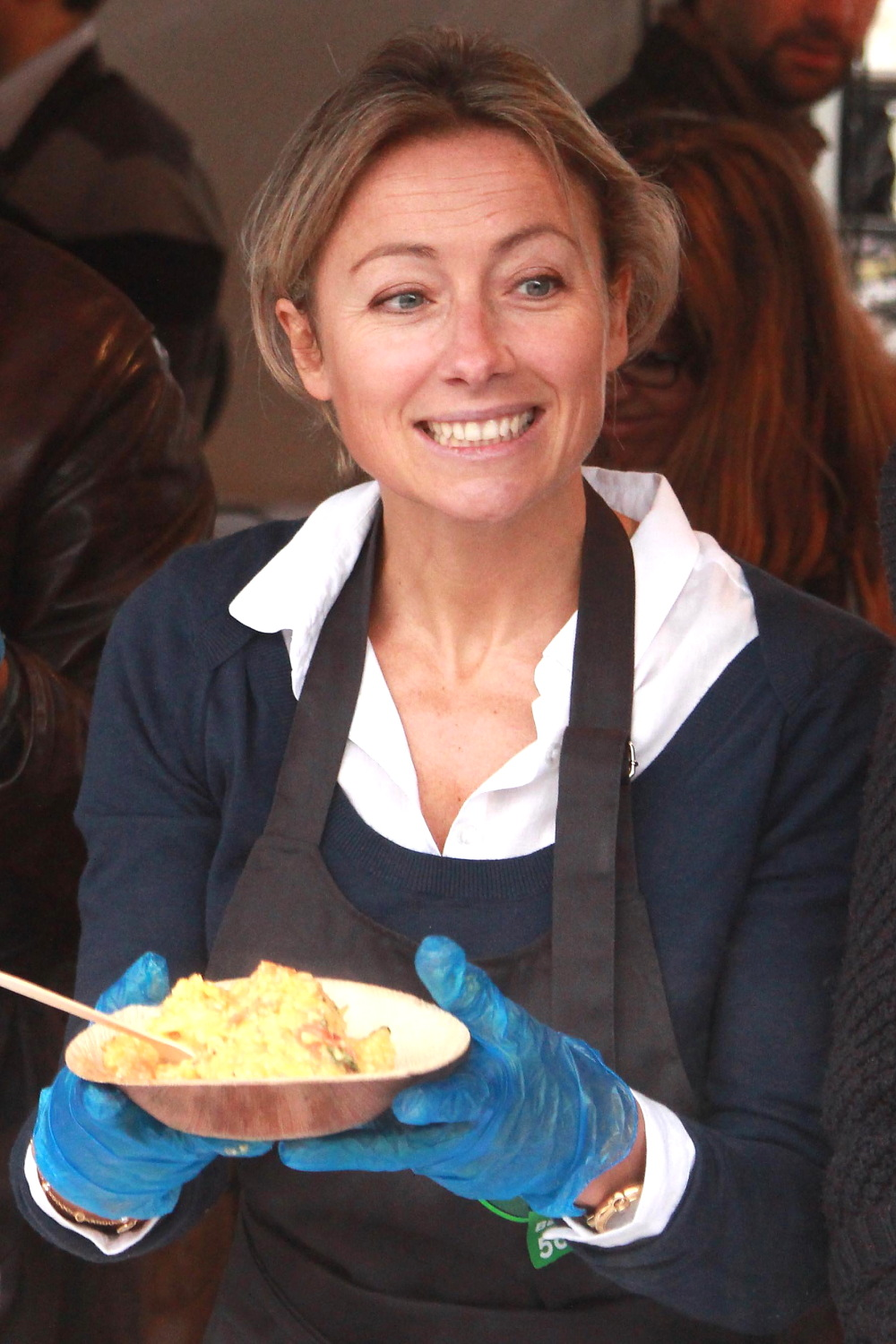
Anne-Sophie Lapix al "Banquet des 5000" sul piazzale del Municipio di Parigi nell'ottobre 2012

Durante l'estate del 2005, Anne-Sophie Lapix è entrata a far parte di M6 per diventare la nuova presentatrice e caporedattrice della rivista di reportage Zone proibite dopo Bernard de La Villardière. Da gennaio 2006, presenta Le 12:50, il nuovo telegiornale di mezzogiorno in onda dal lunedì al venerdì. Il 2 maggio, inaugura alle 13:10 Le Mag, nuovo quotidiano dopo le 12:50. Ma pochi giorni dopo, è annunciato che avrebbe lasciato il canale per TF1. Mélissa Theuriau la sostituisce alla presentazione di Forbidden Zone e Nathalie Renoux a Le 12:50.
Al ritorno a TF1, Anne-Sophie diventa il jolly di Claire Chazal alla presentazione del telegiornale del fine settimana (subentrando così a Laurence Ferrari). Con Harry Roselmack è anche co-presentatore del programma di reportage domenicale Sept à Huit. Nel giugno 
2008, si dimette da TF1 per subentrare a Laurence Ferrari (che sta tornando in TF1) alla guida della rivista politica Dimanche+ su Canal+. Dal 2013 al 2017 ha condotto lo spettacolo C à vous su France 5 e dal settembre 2014 a giugno 2015, Cruciverba su France 2.
L'11 gennaio 2015, in seguito all'attacco di Charlie Hebdo, conduce insieme a Patrick Cohen e Nagui una serata di supporto al quotidiano "Je suis Charlie" su France 2, France Inter, France Culture, France Bleu  TV5 Monde e RTBF 25.
Dal 4 settembre 2017, sostituisce David Pujadas nella presentazione del notiziario delle 20:00 su France 2. Quel giorno la trasmissione supera in ascolto quello di TF1 presentato da Gilles Bouleau.

## Vita privata
Lapix è sposata dal 2010 con Arthur Sadoun, suo compagno dal 2008 e dal 2017 presidente dell'agenzia pubblicitaria Publicis.. Ha due figli, nati nel 2003 e 2006, avuti da una precedente relazione..